# Никсар
Никсар (тур. Niksar) — город и район в Турции в провинции Токат. На северо-западе район граничит с районом Эрбаа, на юго-западе — с центральным районом ила Токат, на юге — с районом Алмус, на востоке — с районами Решадие и Башчифтлик.

## История
Место первоначально называлось Кабира (др.-греч. Κάβειρα), понтийский царь Митридат Великий построил там свой дворец. Победитель Митридата Помпей Великий в I в. до н. э. превратил Кабиру в город, дав ему название Диосполь (др.-греч. Διόσπολις). В I веке город стал резиденцией царей Понта под именем Sebaste (др.-греч. Σεβαστή), но вскоре после включения Понтийского царства в 64 году в состав Римской империи город стал известен под названием Неокесария (др.-греч. Νεοκαισάρεια).
Когда в 1067 году турки-сельджуки под командованием Алп-Арслана вторглись в Византию, то город был взят Афшын-беем, но в 1068 году был отбит византийцами. После битвы при Манцикерте город был захвачен Артук-беем, но вновь возвращён византийцами в 1073 году. Окончательно завоевал город Гюмюштекин Данишменд Ахмед-гази, который основал государство Данишмендов и сделал Никсар своей столицей. С 1175 года Никсар стал подчиняться Конийскому султанату, а в конце XIV века был завоёван турками-османами и стал частью их государства.
В 1912 году в городе и окрестностях проживали:
- Турки - 15 675 чел.
- Греки - 6 359 чел.
- Армяне - 3 891 чел.[1]

Во время обмена населением между Турцией и Грецией в 1923 году греки города иммигрировали в Грецию.